# Campionato mondiale femminile di calcio 1991
Il campionato mondiale femminile di calcio 1991 è stata l'edizione inaugurale del torneo, tenutasi in Cina dal 16 al 30 novembre 1991.
La prima formazione ad iscrivere il proprio nome nell'albo d'oro furono gli Stati Uniti, vittoriosi per 2-1 sulla Norvegia.

## Città e stadi
Sei stadi furono scelti per ospitare le gare della competizione.
| Canton                           | Canton           | Distretto di Panyu |
| -------------------------------- | ---------------- | ------------------ |
| Guangdong Provincial Stadium     | Tianhe Stadium   | Ying Tun Stadium   |
| Capacità: 25 000                 | Capacità: 60 000 | Capacità: 15 000   |
|                                  |                  |                    |
| Canton Foshan Zhongshan Jiangmen |                  |                    |
| Foshan                           | Jiangmen         | Zhongshan          |
| New Plaza Stadium                | Jiangmen Stadium | Zhongshan Stadium  |
| Capacità: 14 000                 | Capacità: 13 000 | Capacità: 12 000   |
|                                  |                  |                    |

## Qualificazioni

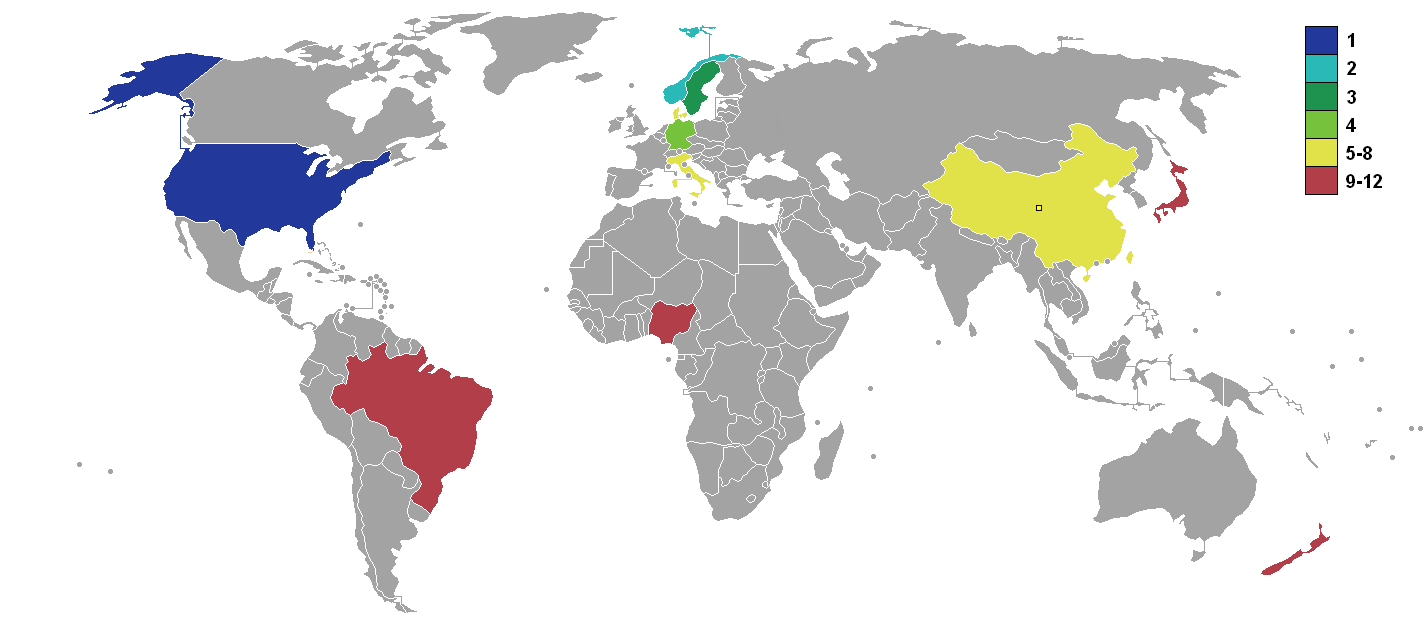
Mappa delle Nazionali qualificate

La FIFA annunciò la distribuzione dei posti per le sei federazioni per la definizione delle 12 squadre nazionali partecipanti al campionato mondiale 1991:
- (AFC) Asia: 3 posti,
- (CAF) Africa: 1 posto,
- (CONCACAF) Nord America, America Centrale & Caraibi: 1 posto,
- (CONMEBOL) Sud America: 1 posto,
- (OFC) Oceania: 1 posto,
- (UEFA) Europa: 5 posti.

## Squadre partecipanti
| Pr. | Squadra       | Confederazione | Partecipante in quanto                                       | Ultima presenza |
| --- | ------------- | -------------- | ------------------------------------------------------------ | --------------- |
| 1   | Cina          | AFC            | Vincitrice della Coppa d'Asia 1991                           | Esordiente      |
| 2   | Giappone      | AFC            | Secondo posto nella Coppa d'Asia 1991                        | Esordiente      |
| 3   | Taipei cinese | AFC            | Terzo posto nella Coppa d'Asia 1991                          | Esordiente      |
| 4   | Nigeria       | CAF            | Vincitore del campionato africano 1991                       | Esordiente      |
| 5   | Stati Uniti   | CONCACAF       | Vincitore della CONCACAF Women's Championship 1991           | Esordiente      |
| 6   | Brasile       | CONMEBOL       | Vincitore del Campionato sudamericano 1991                   | Esordiente      |
| 7   | Nuova Zelanda | OFC            | Vincitore della Coppa delle nazioni oceaniane femminile 1991 | Esordiente      |
| 8   | Germania      | UEFA           | Vincitore del campionato europeo 1991                        | Esordiente      |
| 9   | Norvegia      | UEFA           | Secondo posto nel campionato europeo 1991                    | Esordiente      |
| 10  | Danimarca     | UEFA           | Terzo posto nel campionato europeo 1991                      | Esordiente      |
| 11  | Italia        | UEFA           | Quarto posto nel campionato europeo 1991                     | Esordiente      |
| 12  | Svezia        | UEFA           | Miglior perdente dei quarti del campionato europeo 1991      | Esordiente      |

## Fase a gironi

### Gruppo A

#### Classifica finale
| Pos. | Squadra       | Pt | G | V | N | P | GF | GS | DR  |
| ---- | ------------- | -- | - | - | - | - | -- | -- | --- |
| 1.   | Cina          | 5  | 3 | 2 | 1 | 0 | 10 | 3  | 7   |
| 2.   | Norvegia      | 4  | 3 | 2 | 0 | 1 | 6  | 5  | 1   |
| 3.   | Danimarca     | 3  | 3 | 1 | 1 | 1 | 6  | 4  | 2   |
| 4.   | Nuova Zelanda | 0  | 3 | 0 | 0 | 3 | 1  | 11 | -10 |

#### Risultati
| Arbitro: | Salvador Marcone |

|                                               |           |  |
| Ma Li 22’ Liu Ailing 45’, 50’ Sun Qingmei 75’ | Marcatori |  |

| Arbitro: | Omer Yengo |

|                               |           |  |
| Jensen 15’, 40’ MacKensie 42’ | Marcatori |  |

| Arbitro: | Salvador Marcone |

|                                                |           |  |
| Campbell 30’ (aut.) Medalen 32’, 38’ Riise 49’ | Marcatori |  |

| Arbitro: | Vassilios Nikkakis |

|                             |           |                        |
| Sun Wen 37’ Wei Haiying 76’ | Marcatori | 24’ Kolding 55’ Nissen |

| Arbitro: | Gyanu Raja Shresta |

|                                                  |           |         |
| Zhou Yang 20’ Liu Ailing 22’, 60’ Wu Weiying 24’ | Marcatori | 65’ Nye |

| Arbitro: | Vadzim Žuk |

|                                 |           |                      |
| Svensson 14’ (rig.) Medalen 56’ | Marcatori | 54’ (rig.) Thychosen |

### Gruppo B

#### Classifica finale
| Pos. | Squadra     | Pt | G | V | N | P | GF | GS | DR  |
| ---- | ----------- | -- | - | - | - | - | -- | -- | --- |
| 1.   | Stati Uniti | 6  | 3 | 3 | 0 | 0 | 11 | 2  | 9   |
| 2.   | Svezia      | 4  | 3 | 2 | 0 | 1 | 12 | 3  | 9   |
| 3.   | Brasile     | 2  | 3 | 1 | 0 | 2 | 1  | 7  | -6  |
| 4.   | Giappone    | 0  | 3 | 0 | 0 | 3 | 0  | 12 | -12 |

#### Risultati
| Arbitro: | Lu Jun |

|  |           |          |
|  | Marcatori | 4’ Elane |

| Arbitro: | John Toro |

|                               |           |                            |
| Videkull 65’ I. Johansson 71’ | Marcatori | 40’, 49’ Jennings 62’ Hamm |

| Arbitro: | Gyanu Raja Shresta |

|  |           |                                                                                              |
|  | Marcatori | 1’, 11’ Videkull 15’, 60’ Andelen 25’ Lundgren 27’ Nilsson 35’ Sundhage 70’ (aut.) Yamaguchi |

| Arbitro: | Vadzim Žuk |

|  |           |                                                    |
|  | Marcatori | 23’, 35’ Heinrichs 38’ Jennings 39’ Akers 63’ Hamm |

| Arbitro: | John Toro |

|  |           |                            |
|  | Marcatori | 20’, 37’ Akers 39’ Gebauer |

| Arbitro: | Lu Jun |

|  |           |                                 |
|  | Marcatori | 42’ (rig.) Sundhage 56’ Hedberg |

### Gruppo C

#### Classifica finale
| Pos. | Squadra       | Pt | G | V | N | P | GF | GS | DR |
| ---- | ------------- | -- | - | - | - | - | -- | -- | -- |
| 1.   | Germania      | 6  | 3 | 3 | 0 | 0 | 9  | 0  | 9  |
| 2.   | Italia        | 4  | 3 | 2 | 0 | 1 | 6  | 2  | 4  |
| 3.   | Taipei cinese | 2  | 3 | 1 | 0 | 2 | 2  | 8  | -6 |
| 4.   | Nigeria       | 0  | 3 | 0 | 0 | 3 | 0  | 7  | -7 |

#### Risultati
| Arbitro: | Rafael Medina |

|                                        |           |  |
| Neid 16’ Mohr 32’, 34’ Göttschlich 57’ | Marcatori |  |

| Arbitro: | Fethi Boucetta |

|  |           |                                                    |
|  | Marcatori | 15’ Ferraguzzi 29’ Marsiletti 37’, 52’, 66’ Morace |

| Arbitro: | James McCluskey |

|            |           |  |
| Morace 68’ | Marcatori |  |

| Arbitro: | Fethi Boucetta |

|  |           |                                   |
|  | Marcatori | 10’ (rig.) Wiegmann 21’, 50’ Mohr |

| Arbitro: | Rafael Medina |

|                  |           |  |
| Lin 38’ Chou 55’ | Marcatori |  |

| Arbitro: | James McCluskey |

|  |           |                       |
|  | Marcatori | 67’ Mohr 79’ Unsleber |

### Raffronto tra le terze classificate
Le migliori due tra le terze classificate si qualificavano alla fase a eliminazione diretta.
| Pos | Gr | Squadra       | Pt | G | V | N | P | GF | GS | DR |
| --- | -- | ------------- | -- | - | - | - | - | -- | -- | -- |
| 1.  | A  | Danimarca     | 3  | 3 | 1 | 1 | 1 | 6  | 4  | +2 |
| 2.  | C  | Taipei cinese | 2  | 3 | 1 | 0 | 2 | 2  | 8  | -6 |
| 3.  | B  | Brasile       | 2  | 3 | 1 | 0 | 2 | 1  | 7  | -6 |

## Fase a eliminazione diretta

### Tabellone
|  | Quarti di finale | Quarti di finale | Quarti di finale |             |          | Semifinali | Semifinali | Semifinali |        |                 | Finale          | Finale          | Finale |  |
|  |                  |                  |                  |             |          |            |            |            |        |                 |                 |                 |        |  |
|  | 1A               | Cina             | 0                |             |          |            |            |            |        |                 |                 |                 |        |  |
|  | 1A               | Cina             | 0                |             |          |            |            |            |        |                 |                 |                 |        |  |
|  | 2B               | Svezia           | 1                |             |          |            |            |            |        |                 |                 |                 |        |  |
|  | 2B               | Svezia           | 1                |             | Svezia   | Svezia     | 1          |            |        |                 |                 |                 |        |  |
|  |                  |                  |                  |             | Svezia   | Svezia     | 1          |            |        |                 |                 |                 |        |  |
|  |                  |                  | Norvegia         | Norvegia    | 4        |            |            |            |        |                 |                 |                 |        |  |
|  | 2A               | Norvegia (dts)   | Norvegia         | Norvegia    | 4        | 3          |            |            |        |                 |                 |                 |        |  |
|  | 2A               | Norvegia (dts)   |                  |             |          |            |            |            |        |                 |                 |                 |        |  |
|  | 2C               | Italia           | 2                |             |          |            |            |            |        |                 |                 |                 |        |  |
|  | 2C               | Italia           | 2                |             | Norvegia | Norvegia   | 1          |            |        |                 |                 |                 |        |  |
|  |                  |                  |                  |             |          |            |            |            |        |                 |                 |                 |        |  |
|  |                  |                  | Stati Uniti      | Stati Uniti | 2        |            |            |            |        |                 |                 |                 |        |  |
|  | 3A               | Danimarca        | Stati Uniti      | Stati Uniti | 2        | 1          |            |            |        |                 |                 |                 |        |  |
|  | 3A               | Danimarca        |                  |             |          | 1          |            |            |        |                 |                 |                 |        |  |
|  | 1C               | Germania (dts)   | 2                |             |          |            |            |            |        |                 |                 |                 |        |  |
|  | 1C               | Germania (dts)   | 2                |             | Germania | Germania   | 2          |            |        | Finale 3º posto | Finale 3º posto | Finale 3º posto |        |  |
|  |                  |                  |                  |             | Germania | Germania   | 2          |            |        |                 |                 |                 |        |  |
|  |                  |                  | Stati Uniti      | Stati Uniti | 5        |            |            |            |        |                 |                 |                 |        |  |
|  | 1B               | Stati Uniti      | Stati Uniti      | Stati Uniti | 5        | 7          |            |            | Svezia | Svezia          | 4               |                 |        |  |
|  | 1B               | Stati Uniti      |                  |             |          |            |            |            | Svezia | Svezia          | 4               |                 |        |  |
|  | 3C               | Taipei cinese    | 0                |             |          | Germania   | Germania   | 0          |        |                 |                 |                 |        |  |

### Quarti di finale
| Arbitro: | Vassilios Nikkakis |

|                      |           |                              |
| MacKensie 25’ (rig.) | Marcatori | 17’ (rig.) Wiegmann 98’ Mohr |

| Arbitro: | John Toro |

|  |           |             |
|  | Marcatori | 3’ Sundhage |

| Arbitro: | Rafael Medina |

|                                             |           |                         |
| Hegstad 22’ Carlsen 67’ Svensson 96’ (rig.) | Marcatori | 31’ Salmaso 80’ Guarino |

| Arbitro: | Omer Yengo |

|                                                            |           |  |
| Akers 8’, 29’, 33’, 44’ (rig.), 48’ Foudy 38’ Biefield 79’ | Marcatori |  |

### Semifinali
| Arbitro: | James McCluskey |

|             |           |                                                  |
| Videkull 6’ | Marcatori | 39’ (rig.) Svensson 41’, 77’ Medalen 67’ Carlsen |

| Arbitro: | Salvador Marcone |

|                       |           |                                           |
| Mohr 34’ Wiegmann 63’ | Marcatori | 10’, 22’, 33’ Jennings 54’, 75’ Heinrichs |

### Finale terzo posto
| Arbitro: | Claudia Vasconcelos |

|                                                  |           |  |
| Andelen 7’ Sundhage 11’ Videkull 29’ Nilsson 43’ | Marcatori |  |

### Finale
| Arbitro: | Vadzim Žuk |

|             |           |                |
| Medalen 29’ | Marcatori | 20’, 78’ Akers |

## Premi
| Scarpa d'oro Mondiali | Pallone d'oro Mondiali | Trofeo Fair Play FIFA |
| --------------------- | ---------------------- | --------------------- |
| Michelle Akers        | Carin Jennings         | Germania              |

## Statistiche

### Classifica marcatrici
10 reti
- Michelle Akers

7 reti
- Heidi Mohr

6 reti
- Linda Medalen
- Carin Jennings

5 reti
- Lena Videkull

4 reti
- Liu Ailing
- Pia Sundhage

- April Heinrichs

- Carolina Morace

3 reti
- Bettina Wiegmann

- Tina Svensson

- Anneli Andelen

2 reti
- Marianne Jensen
- Susan MacKensie

- Agnete Carlsen
- Helen Nilsson

- Mia Hamm

1 rete
- Elane Rego dos Santos
- Ma Li
- Sun Quigmei
- Sun Wen
- Wei Haiying
- Wu Weiying
- Zhou Yang
- Lin Mei Chun
- Chou Tai Ying
- Gudrun Göttschlich

- Britta Unsleber
- Feriana Ferraguzzi
- Rita Guarino
- Adele Marsiletti
- Raffaella Salmaso
- Susanne Hedberg
- Ingrid Johansson
- Malin Lundgren
- Lisbet Kolding

- Silvia Neid
- Hanne Nissen
- Annette Thychosen
- Kim Barbara Nye
- Birthe Hegstad
- Hege Riise
- Joy Biefield
- Julie Foudy
- Wendy Gebauer

Autoreti
- Julia Campbell (in favore della Norvegia)
- Yamaguchi Sayuri (in favore della Svezia)